# Boramossen
Boramossen är ett naturreservat i Laxå kommun i Örebro län.
Området är naturskyddat sedan 2009 och är 75 hektar stort. Reservatet består av skog och myrmark där det växer tall. Utmed en bäck finns sumpskog.